# Dwergklauwkikkers
Dwergklauwkikkers (Hymenochirus) zijn een geslacht van kikkers uit de familie tongloze kikkers (Pipidae). De groep werd voor het eerst wetenschappelijk beschreven door George Albert Boulenger in 1896.
Er zijn vier soorten die voorkomen in Afrika langs de evenaar, van Kameroen en Nigeria tot Gabon.

## Taxonomie
Geslacht Hymenochirus
- Soort Hymenochirus boettgeri – Boettgers dwergklauwkikker
- Soort Hymenochirus boulengeri
- Soort Hymenochirus curtipes
- Soort Hymenochirus feae

Hymenochirus · 
Pipa · 
Pseudhymenochirus · 
Xenopus